# ديل ديكي
ديل ديكي (بالإنجليزية: Dale Dickey)‏ هي ممثلة أمريكية، ولدت في 29 سبتمبر 1961 بنوكسفيل في الولايات المتحدة.

## أعمال

### أفلام
- (2005) دومينو[5]
- (2008) استبدال[6][7]
- (2010) شتاء بارد[8]
- (2011) سوبر 8[9]
- (2013) آيرون مان 3[10][11][12]
- (2013) دليل
- (2014) عصفورة بيضاء في عاصفة ثلجية
- (2015) تراجع[13]
- (2016) مهما كلف الأمر[14]
- (2018) لا تدع أي أثر

### مسلسلات
- اختلال ضال
- اسمي إيرل
- الملفات الغامضة
- بنات غيلمور
- ذا ميدل
- عقول إجرامية
- فتاتان مفلستان
- ويدز

## وصلات خارجية
- ديل ديكي على موقع IMDb (الإنجليزية)
- ديل ديكي على موقع قاعدة بيانات الأفلام العربية
- ديل ديكي على موقع ألو سيني (الفرنسية)
- ديل ديكي على موقع أول موفي (الإنجليزية)
- ديل ديكي على موقع قاعدة بيانات الأفلام السويدية (السويدية)
- ديل ديكي على موقع إن إن دي بي (الإنجليزية)
- ديل ديكي على موقع قاعدة بيانات الفيلم (الإنجليزية)
- ديل ديكي على موقع كينوبويسك (الروسية)